# مزپین
مزپین(به انگلیسی: Mezepine) یک داروی ضدافسردگی سه‌حلقه ای (TCA) است که هرگز به بازار عرضه نشد.

## همچنین ببینید
- ضدافسردگی‌های سه‌حلقه‌ای